# Українська фонетика
Фонетична система сучасної української мови, включаючи літературні норми й деякі діалектні особливості, налічує 38 основних фонем: 6 голосних і 32 приголосні; додатково визначають 13 приголосних фонем у периферійній підсистемі. Також існують інші погляди на фонемний склад української мови.
Українська фонетика відзначається милозвучністю, що створюється багатьма компонентами, вона потребує належної фонетичної організації. Милозвучність вимагає свідомого уникання незграбності в поєднанні звуків, послідовного й неухильного дотримання норм правильної вимови.
Засоби милозвучности української мови:
1. спрощення в групах приголосних;
2. велика кількість голосних звуків;
3. дзвінкі приголосні не оглушуються;
4. функціонування побічного наголосу, як наслідок, наближення речень до поезії;
5. голосні не втрачають якісних показників;
6. голосні звуки скорочуються в нескладові про запобігання зіянню

У поданих нижче таблицях у скісних дужках подані основні фонеми, а у квадратних — їхні алофони засобами міжнародного фонетичного алфавіту.

## Голосні
До голосних звуків в українській мові належать: а, о, у, е, и, і.
Звук й — це напівголосний звук в українській мові.

Діаграма основних проявів українських голосних і їхніх алофонів. Більшими точками й шрифтом позначені основні прояви (коли вони під наголосом і не йдуть за м'якими приголосними). Червоні лінії пов'язують основний прояв з нескладотворчим алофоном, сині лінії пов'язують основний прояв з ненаголошеними алофонами, а зелені пов'язують прояви не після м'яких приголосних з проявами після м'яких приголосних.

| На письмі | Опис                                              | МФА           | МФА          | МФА           | МФА           |
| На письмі | Опис                                              | наголошений   | наголошений  | ненаголошений | ненаголошений |
| На письмі | Опис                                              | після твердих | після м'яких | після твердих | після м'яких  |
| --------- | ------------------------------------------------- | ------------- | ------------ | ------------- | ------------- |
| і ї       | неогублений передній високий                      | [i] [ɪ]*      | [i]          | [i] [ɪ]*      | [i]           |
| и         | неогублений ненапружений передній високо-середній | [ɪ]           | —            | [ɪ] [ɛ̝]*      | —             |
| е є       | неогублений передній низько-середній              | [ɛ]           | [e]          | [ɛ̝]           | [e]           |
| а я       | неогублений задній низький                        | [ɑ]           | [ɑ̈]          | [ɑ]           | [ɑ̈]           |
| о         | огублений задній низько-середній                  | [ɔ]           | [ɔ̈]          | [ɔ]           | [ɔ̈]           |
| у ю       | огублений задній високий                          | [u]           | [ʊ]          | [u]           | [ʊ]           |

Українські голосні — повного творення. Їх вимовляють чітко й виразно як у наголошеній позиції, так і у ненаголошеній, але в ненаголошеній позиції вимовляють приблизно у два рази коротше, і, як наслідок, якісно, що найбільш помітно для голосних з дуже подібними артикуляційними параметрами. Проте в українській мові немає коротких зредукованих голосних. Ненаголошені голосні, так само як і наголошені, є звуками повного творення.
Голосний /i/ — переднього ряду високого піднесення. Куточки губ розтягнуті, утворюючи вузьку щілину. Цей звук напружений, що надає йому більшої чіткості й виразності. Під час вимови ненаголошеного /i/ губи розтягнуті трохи менше, він стає нижчим, заднішим, і менш напруженим. Звук /i/ вимовляється без помітного наближення до /ɪ/ в більшости як наголошених, так і ненаголошених позицій. У словах інде, іноді, інколи, інший і подібних початковий наголошений /i/ може частково або повністю набувати ознак звука /ɪ/. Також звук /i/ вимовляється як /ɪ/ після /j/ у багатьох суфіксах, основна форма яких зі звуком /ɪ/, а також після /nʲ/ та /j/ у закінченнях форм називного й орудного відмінків однини й усіх непрямих відмінків множини присвійних прикметників, числівника третій, та прикметників м'якої групи, тобто відповідно до морфонем з |ɪ|.
Голосний /ɪ/ — переднього ряду високого піднесення, але трохи нижчий і задніший за /i/, ненапружений, куточки губ розтягнуті трохи менше. Під час вимови ненаголошеного /ɪ/ він стає дещо нижчим, його вимова наближається до вимови звука /ɛ/. Ці зміни більші й помітніші коли в наступному складі йде голосний відносно низького підняття /ɛ ɑ/, і менш помітні коли в наступному складі йде голосний відносно високого підняття /i ɪ ɔ u/, особливо коли цей голосний наголошений.
Голосний /ɛ/ — переднього ряду низько-середнього піднесення, ненапружений, куточки губ трохи розтягнуті, але ще менше ніж при вимові /ɪ/. Під час вимови ненаголошеного /ɛ/ він стає вищим, його вимова наближається до вимови звука /ɪ/. Ці зміни більші й помітніші коли в наступному складі йде голосний вищого підняття /i ɪ u/, і менш помітні коли в наступному складі йде голосний нижчого підняття /ɑ/, особливо коли цей голосний наголошений. Також на вимову ненаголошеного /ɛ/ впливає сусідство м'яких приголосних, в цьому випадку звук ще переднішає й вищає. Але ненаголошений /ɛ/ майже не втрачає своєї якості коли він стоїть на початку слова, є сполучним у складному слові, або ж є закінченням слова.
Голосний /ɑ/ — заднього ряду низького піднесення, ненапружений, губи в його творенні участі не беруть. Під час вимови ненаголошеного /ɑ/ він трохи вищає та переднішає.
Голосний /ɔ/ — заднього ряду середнього піднесення, ненапружений, губи заокруглюються й трохи випинаються наперед. Під час вимови ненаголошеного /ɔ/ він трохи вищає. За винятком іншомовних слів та коли звук /ɔ/ сполучний у складних словах, у ненаголошеній позиції він ще вищає перед складом з /i u/, а особливо перед складом з наголошеним /u/.
Голосний /u/ — заднього ряду високого піднесення, ненапружений, губи заокруглюються й випинаються наперед значно більше ніж при вимові /ɔ/. Під час вимови ненаголошеного /u/ він частково знегублюється, незначною мірою переднішає та нижчає.
Голосні заднього ряду /ɑ ɔ u/ після м'яких приголосних отримують додатковий і-подібний сегмент у початковій фазі, а перед м'якими приголосними — у кінцевій фазі. При цьому, як правило, зберігається довжина основної фази, і відповідно зростає довжина звучання всього голосного. При швидшому темпі мовлення цей сегмент поширюється й на основну фазу голосного, особливо ненаголошеного, через що голосний стає переднішим і вищим. Найбільш чуттєвим до таких змін є /ɑ/, а найменш чуттєвим — /ɔ/.
Сплутування ненаголошених /ɪ/ та /ɛ/ — одна з найхарактерніших рис українського вокалізму. Деякі слова можуть вимовлятись абсолютно однаково: мине́—мене́ [mɛ̝ˈnɛ], наведу́—на виду́ [nɑ̈wɪ̞ˈdu]. Загалом українському вокалізму властива регресивна дистантна гармонійна асиміляція голосних, у якій голосні деякою мірою уподібнюються до голосних наступного складу за рядом, піднесенням і огубленістю.

## Приголосні

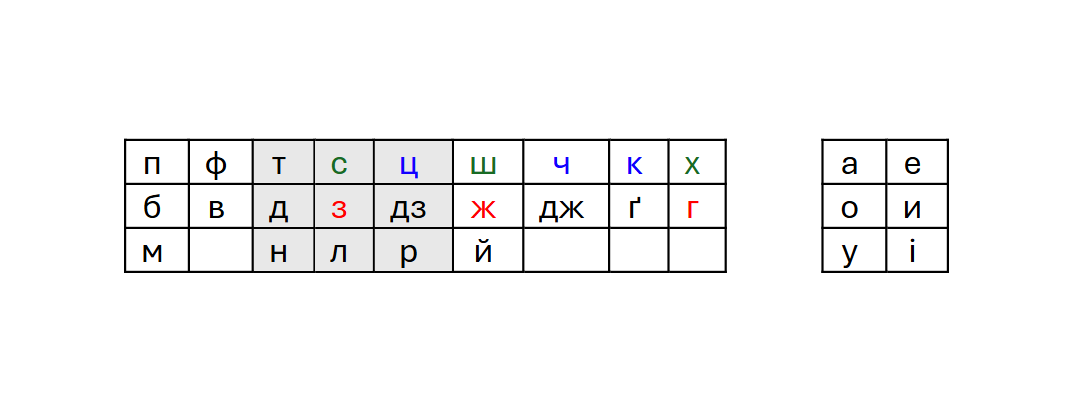
звуки української мови

|                   |              | Губні   | Передньоязикові   | Передньоязикові    | Передньоязикові   | Середньоязикові | Середньоязикові | Гортанний (глотковий) |
| Зубні             | Зубні        | Губні   | Піднебінно-ясенні | Твердо- піднебінні | М'яко- піднебінні |                 |                 | Гортанний (глотковий) |
| тверді            | тверді       | м'які   | тверді            | м'які              | тверді            | тверді          |                 |                       |
| ----------------- | ------------ | ------- | ----------------- | ------------------ | ----------------- | --------------- | --------------- | --------------------- |
| Носові            | Носові       | /m/     | /n/               | /nʲ/               |                   |                 |                 |                       |
| Зімкнені          | Дзвінкі      | /b/     | /d/               | /dʲ/               |                   |                 | /ɡ/             |                       |
| Зімкнені          | Глухі        | /p/     | /t/               | /tʲ/               |                   |                 | /k/             |                       |
| Зімкнено- щілинні | Дзвінкі      |         | /d͡z/              | /d͡zʲ/              | /d͡ʒ/              |                 |                 |                       |
| Зімкнено- щілинні | Глухі        |         | /t͡s/              | /t͡sʲ/              | /t͡ʃ/              |                 |                 |                       |
| Щілинні           | Дзвінкі      |         | /z/               | /zʲ/               | /ʒ/               |                 |                 | /ɦ/                   |
| Щілинні           | Глухі        | /f/     | /s/               | /sʲ/               | /ʃ/               |                 | /x/             |                       |
| Апроксиманти      | Апроксиманти | /ʋ/~/w/ |                   |                    |                   | /j/             |                 |                       |
| Бокові            | Бокові       |         | /l/               | /lʲ/               |                   |                 |                 |                       |
| Дрижачі           | Дрижачі      |         | /r/               | /rʲ/               |                   |                 |                 |                       |

#### Фонетичні особливості
Звуки [mʲ bʲ pʲ wʲ fʲ d͡ʒʲ t͡ʃʲ ʒʲ ʃʲ ɡʲ kʲ xʲ ɦʲ] трапляються переважно перед голосним /i/. Проте деякі з них трапляються в таких українських словах, як свято, тьмяний тощо перед голосним /ɑ/, а [t͡ʃʲː ʒʲː ʃʲː] є в таких іменниках як обличчя, збіжжя, затишшя. Також ці приголосні можуть траплятися перед іншими голосними в таких запозичених словах, як бюро, кювет, пюре тощо. Тому, з огляду на характер поширення цих приголосних в українській мові для них вводиться поняття фонеми периферійної підсистеми, а в основній системі вони зараз класифікуються як алофони відповідних твердих фонем:63.
У рядку зімкнених та зімкнено-щілинних ясенні та піднебінно-ясенні звуки — зімкнено-щілинні, а всі інші — зімкнені.
Дзвінкі й глухі звуки утворюють надгрупу шумних приголосних. Однакові за місцем і способом творення дзвінкі й глухі звуки утворюють фонологічні пари дзвінкий—глухий, таку саму пару утворюють і /ɦ/—/x/[джерело?], винятком є глухий /f/, що такої пари не має. Сонорні звуки також подібних пар не мають, і в літературній вимові окрім деяких рідкісних випадків не знеголошуються.
Ясенні зімкнено-щілинні та щілинні звуки відповідно до характеру шуму називаються свистячими, а піднебінно-ясенні зімкнено-щілинні та щілинні звуки відповідно до характеру шуму називаються шиплячими.
- Фонема /j/ твориться як приголосний [j] у позиції перед голосними. У позиції перед приголосними та в кінці слова вона набуває більшої звучності й твориться як нескладотворчий голосний [i̯].
- Фонема /w/ твориться як губно-губний [w] ([β̞]) перед огубленими голосними /u ɔ/, часто й перед /ɑ/, а інколи й перед /ɛ ɪ/. Перед /i/, часто перед /ɪ ɛ/, а інколи й перед /ɑ/ твориться як губно-зубний [ʋ]. Перед дзвінкими приголосними на початку слова твориться як [w], а перед глухими приголосними — як [ʍ]. Після голосного в середині та кінці слова вона набуває більшої звучності й твориться як нескладотворчий голосний [u̯].
- Твердий /l/ може артикулюватися в будь-якому місці, властивому для передньоязикових приголосних. Перед /ɪ/ та /ɛ/, і в багатьох випадках перед м'якими, пом'якшеними, і шиплячими приголосними вимовляється як злегка пом'якшений заясенний боковий апроксимант [l̠].
- У лемківських діалектах шиплячі /ʃ/ і /ʒ/ стверділи сильніше ніж у літературній мові ([ʂ] і [ʐ]), через що впливають на наступний голосний /ɪ/, перетворюючи його на [ɨ].
- М'які /tʲ dʲ nʲ lʲ/ відзначаються дуже високою м'якістю, і можуть вимовлятись по-різному: ламінальні ясенно-піднебінні [c̻ ɟ̻ ɲ̻ ʎ̻], апікально-альвеолярні [t̺ʲ d̺ʲ n̺ʲ l̺ʲ], дорсально-зубні [t̪ʲ d̪ʲ n̪ʲ l̪ʲ].
- Пом'якшені /d͡zʲ t͡sʲ zʲ sʲ/ як правило повністю зберігають основну артикуляцію, властиву їх твердим відповідникам. У південно-західній діалектній групі трапляється значно м'якіша, трохи шепелювата вимова цих фонем [d͡ʑ t͡ɕ ʑ ɕ][2]:13.
- Усі інші приголосні можуть бути напівпом'якшеними, при цьому ступінь палаталізації незначний. Серед них як окрему фонему основної системи виділяють лише /rʲ/.

Напівпом'якшені приголосні (крім /rʲ/) виступають здебільшого лише перед /i/ і /j/, і зрідка перед іншими голосними. /rʲ/ поширений перед усіма голосними. В інших позиціях напівпом'якшені приголосні не трапляються, окрім псевдоніма Горький /ˈɦɔrʲkɪj/.
Приголосний /ɦ/ деякі вчені описують як глотковий (фарингальний — /ʕ/). Для його артикуляції є характерним звуження глотки та відтягування кореня язика назад.

### Довгі приголосні
В українській є довгі приголосні звуки, що є реалізаторами двох однакових приголосних фонем і мають різне походження.
М'які подовжені приголосні в деяких формах іменників, прислівників і дієслова лити утворилися внаслідок асиміляції ними наступного /j/ після занепаду редукованого голосного ь. Така асиміляція відбулася для /nʲ dʲ tʲ lʲ t͡sʲ zʲ sʲ t͡ʃ ʒ ʃ/ між голосними, які на той момент мали високий ступінь палаталізації і були артикуляційно наближені до /j/. Коли поряд був іще один приголосний, та в деяких інших випадках асиміляція відбулася без подовження.
| /n/   | панна      | [pɑˈnːɑ]       |
| /nʲ/  | знання     | [znɑˈɲːɑ]      |
| /dʲ/  | суддя      | [suˈɟːɑ]       |
| /tʲ/  | життя      | [ʒɪ̞ˈcːɑ]       |
| /lʲ/  | зілля      | [ˈzʲiʎːɑ]      |
| /t͡sʲ/ | міццю      | [ˈmit͡sʲːu]     |
| /zʲ/  | мотуззя    | [moˈtuzʲːɑ]    |
| /sʲ/  | колосся    | [kɔˈlɔsʲːɑ]    |
| /t͡ʃ/  | Словаччина | [slɔˈʋɑt͡ʃːɪnɑ] |
| /t͡ʃʲ/ | обличчя    | [ɔˈblɪt͡ʃʲːɑ]   |
| /ʒʲ/  | збіжжя     | [ˈzbiʒʲːɑ]     |
| /ʃʲ/  | затишшя    | [zɑˈtɪʃʲːɑ]    |

У непрямих відмінках перед /ɛ/ вони депалаталізувались: статтею [stɑ.ˈtːɛ.ju], суддею [su.ˈdːɛ.ju].
Губні й /rʲ/ не були сильно палаталізовані, і тому не асимілювали звук /j/. Однак у деяких південно-східних говірках /rʲ/ також асимілював наступний /j/ утворюючи м'який довгий [rʲː], наприклад пірря [ˈpirʲːɐ], літературне пір'я [ˈpirjɐ].
Також подовжені приголосні утворилися внаслідок випадіння слабкого зредукованого між двома однаковими приголосними, і можуть утворюватись при збігу однакових приголосних на межі морфем і слів, у тому числі внаслідок асимілятивних змін.

### Уподібнення приголосних
У мовному потоці звуки виступають не відокремлено, а разом, тому вони взаємодіють один з одним і уподібнюються. При цьому в деяких випадках звукові прояви однієї фонеми можуть повністю заступати звукові прояви іншої, завдяки чому усуваються деякі збіги важкі для вимови. Українській мові властиві уподібнення за дзвінкістю, м'якістю, місцем і способом творення в групах приголосних.

#### Уподібнення за голосом
При збігах шумних приголосних відбувається їх регресивна асиміляція за дзвінкістю, тобто попередній глухий приголосний під впливом наступного дзвінкого і сам перетворюється на відповідний парний дзвінкий звук, при цьому /x/ може вимовлятись як [ɣ]. Це явище відбувається переважно в середині слів, але в повільному мовленні може й не відбуватися зовсім. Трохи рідше це явище відбувається на межі частин складних слів та в сталих словосполученнях, а в інших випадках на межах слів відбувається переважно у швидкому мовленні.
Зворотний процес в усній мові відбувається за певними закономірностями. Згідно з літературною нормою має відбуватися лише в окремих випадках: у словах вогко, легко, кігті, нігті, дігтяр і подібних звук /ɦ/ як правило знеголошується до [h], а нерідко й перетворюється на [x], наприклад [ˈlɛɦkɔ], [ˈlɛhkɔ] і [ˈlɛxkɔ]. Також перед глухими шумними як правило оглушуються префікс і прийменник |z|, при цьому дзвінкість прийменника може зберігатись якщо попереднє слово закінчується на голосний і вимовляється без паузи, а також префікс |roz| у швидкому та нормальному темпі мовлення, і префікс |bɛz| у швидкому мовленні. Також часто знеголошуються сонорні звуки поряд із глухими приголосними: театр [tɛ̝ˈɑtr̥], при цьому звук /w/ не перетворюється на [f]: лісництв [lʲiˈsnɪt͡stʍ]. У говорах південно-західного наріччя в кінці складу й слова дзвінкі приголосні оглушуються.

#### Уподібнення за м'якістю
У середині слів перед м'якими і пом'якшеними приголосними /dʲ tʲ d͡zʲ t͡sʲ zʲ sʲ lʲ nʲ/ тверді приголосні /d͡z t͡s z s n/ пом'якшують, /d t/ вимовляють і твердо, і м'яко. Звук /l/ асимілятивно пом'якшувано лише перед /t͡sʲ/ у скупченні /lt͡sʲ/, що постало з /lk/, в інших випадках зберігається історична м'якість (що її позначувано м'яким знаком) або твердість. Свистячі також пом'якшуються перед напівпом'якшеними. Приголосні зберігають твердість, якщо наступний приголосний пом'якшується під дією /i/, що походить з o чи yjě.

#### Уподібнення за місцем і способом творення
Серед передньоязикових шумних приголосних поширене явище регресивного уподібнення за місцем творення. Свистячі в позиції перед шиплячими самі перетворюються на відповідні шиплячі, у більшості випадків така зміна позначається на письмі. Шиплячі в середині слів перед пом'якшеними свистячими також перетворюються на відповідні пом'якшені свистячі, така зміна на письмі звичайно не позначається. Проривні /d t/ перетворюються на відповідні африкати.

#### Спрощення в групах приголосних
Після занепаду редукованих голосних ъ, ь в українській мові деякі групи приголосних, які втрачають у вимові (і здебільшого на письмі) частину своїх елементів.

## Сполучення приголосних з голосними
Перед /i/ приголосні в середині слів зазвичай м'якшаться (ступінь м'якшення підпорядкований здатності приголосного до м'якшення). Але на межі слів, між частинами складних слів, а при повільній вимові й у кінці префіксів приголосні перед /i/ вимовляють твердо. Так само перед /i/, що постала з o та yjě, приголосні можуть вимовляти твердо, але таку вимову поволі витискає м'яка через постановлену за СРСР літературну норму.
Перед /ɪ/ приголосні в літературній мові завжди тверді, а морфонему |ɪ| після м'яких приголосних реалізовано фонемою /i/ з широкою вимовою /ɪ/.
Перед /ɛ/ в середині слів більшість приголосних тверді. Серед м'яких у цій позиції трапляються лише /nʲ/ у прикметниках м'якої групи, /tʲ/ у числівнику третє, подовжені /lʲlʲ/ і /tʲtʲ/ та /j/.
Перед голосними заднього ряду поширені як тверді так і м'які приголосні. В особливих фонетичних умовах у власнеукраїнських словах перед /ɑ/ трапляються пом'якшені губні [wʲ] і [mʲ], перед /ɑ/ і /u/ поширені подовжені пом'якшені шиплячі [ʃʲː], [ʒʲː], [t͡ʃʲː], хоча в цих позиціях їх можуть вимовляти й твердо. В іншомовних словах перед /ɑ/ і /u/ можуть м'якшитися губні [mʲ wʲ bʲ pʲ fʲ] і задньоротові [ɦʲ ɡʲ kʲ xʲ] після будь-якого звука.[джерело?] Орфоепічна норма — їхня напівпом'якшена вимова в такій позиції, але вимовляють їх здебільшого як м'які. Перед /ɔ/ напівпом'якшені відміни твердих фонем не поширені.

## Склад і наголос
В українській мові складотворчими елементами вважаються лише голосні. Відкриті склади переважають над закритими, якщо між голосними є лише один приголосний то він належить до наступного складу, якщо між голосними більше приголосних то всі вони в більшості випадків також належать до наступного складу, але в деяких випадках перший з них відходить до попереднього складу, зокрема якщо цей звук сонорний, або якщо він дзвінкий за яким слідує глухий, або він дзвінкий і попередній склад наголошений, також подовжені приголосні часто належать одразу до двох складів.
В українській мові наголос силовий (з допоміжним часокількісним елементом), вільний і рухомий. Наголос може розрізняти слова та їх граматичні форми. Не лише голосні, а всі звуки наголошеного складу вимовляються чіткіше й виразніше. Незалежно від основного наголосу останній склад слова вимовляється протяжніше, як склад із побічним наголосом, а голосні цього складу редукуються менше ніж в інших ненаголошених складах. Так само побічний наголос часто падає на перший склад, або через один або два склади від основного. Побічні наголоси є помітнішими в повільному темпі мовлення й додають мові особливої плавності й співучості.

## Історія української фонетики
Фонетична система ранньої праслов'янської мови була багато в чому подібна до праіндоєвропейської. Існувало розрізняння голосних за ознакою «довгота-короткість», дифтонги, які також протиставлялися за тривалістю, деякі лінгвісти відносять до ранньопраслов'янської фонологічної системи і складотворчі сонанти. У процесі формування чисто праслов'янських специфічних характеристик відбулося кілька характерних змін. Одними з найдавніших є втрати придиховості проривних приголосних, перехід лабіалізованих у нелабіалізовані, перехід праіндоєвропейського *s в *x — заміна напівпалатальних задньоязикових на зубні приголосні, перехід *m у *n, спрощення груп приголосних, а також втрата складотворчих сонантів, що призвела до появи епентетичних *ǐ, *ŭ.
Дуже ранньою зміною було усунення протиставляння голосних за тривалістю (квантитативне вирівнювання голосних), при цьому звуки різної довготи отримали артикуляційні відмінності: *ā > *a, *ă > *o, *ē > *ě, *ě > *е, *ī > *і, *ǐ > *ь, *ō > *a, *ŏ > *o, *ū > *y, *ŭ > *ъ. Наступною найдавнішою зміною була перша палаталізація — пом'якшення задньоязикових приголосних перед голосними першого ряду (рефлексами цього явища є сучасні шиплячі звуки у словах жало, жати, миша, чистий, човен та ін.). На початку І тис. н. е. у праслов'янській мові стала діяти тенденція до зростаючої звучності, одною зі складових якої був закон відкритого складу. Він спричинив такі фонетичні зміни, як відпадіння прикінцевих приголосних (при цьому втратилося, зокрема, давнє індоєвропейське закінчення *-s), монофтонгізація дифтонгів у закритому складі і їх розпад у відкритих, йотація — зміна деяких приголосних під впливом наступного *j, утворення носових голосних. У свою чергу, монофтонгізація мала своїм наслідком другу палаталізацію — пом'якшення задньоязикових перед голосними *ě і *і, що утворилися з дифтонгів (її рефлексами є передньоязикові зубні в словах сірий, ціна, а також чергування кореневих приголосних г/з, к/ц, х/с). Приблизно до цього ж періоду належить і третя палаталізація, на думку деяких мовознавців, вона навіть передувала другій. Внаслідок розвитку коротких *ǐ та *ŭ виникли редуковані голосні *ь, *ъ.
До періоду сильної діалектної роздрібненості належить перетворення сполучень плавних приголосних з голосними. У більшості слов'янських діалектів воно проходило шляхом метатези плавних, але в східнослов'янському діалектному ареалі ця зміна полягала у виникненні епентетичного голосного — звідси походить східнослов'янське повноголосся. Тоді ж відбувається спрощення груп *tl і *dl, яке зачепило східно- і південнослов'янські діалектні ареали. На межі І і ІІ тисячоліть н. е. починається занепад редукованих, у процесі якого вони зникають у слабкій позиції, а в сильній перетворюються на голосні повного утворення. Щоб уникнути деяких утворених сполучень приголосних, виникають вставні голосні (вітер, осетер, сосон) і протетичні [o], [i]/[ɪ]/[je] перед сонорними [r], [l], [m] (олжа, оморок, іржа/иржа/єржа). Наслідком процесу занепаду редукованих є також перехід [l] у [w] наприкінці слів (знав, ходив < д.-рус. зналъ, ходилъ) і після колишніх редукованих у сильній позиції (мовчати, повний, товстий < д.-рус. мълчати, пълныи, тълстыи), що відбувався і в українських, і білоруських діалектах. Утворені нові сполучення приголосних замість появи вставних можуть і зазнавати спрощення (сонце, тижня, гончар < д.-рус. солньце, тиждьня, горньчарь), відбувалася й асиміляція звуків за дзвінкістю (бджола < д.-рус. бъчела) або за глухістю (тхір < д.-рус. дъхорь), а також дисиміляція (мірошник, рушник, соняшник < д.-рус. мѣръчьникъ, ручьникъ, солньчьникъ). Пом'якшені приголосні (які доти мали лише позиційне пом'якшення перед голосними переднього ряду) стали повноцінними фонемами, отже, розвинулося протиставлення приголосних за ознакою «твердість-м'якість». Щодо праслов'янських носових голосних *ę, *ǫ, вони до XI ст. зникають, у східнослов'янських діалектах злившись з фонемами /ja/ (у деяких українських говорах /e/) та /u/.
До пізніших фонетичних змін, які відбувалися вже в ІІ тис. н. е., належать перехід праслов'янського проривного [ɡ] («ґ») у фрикативний [ɦ] («г»), виникнення протетичних [ɦ] і [v]/[ʋ] перед [o], [u] (вівця, вівтар, вухо, горіх), перехід [e] в [o] після шиплячих (бджола, вчора, жона, чотири < д.-рус. бъчела, вчера, жена, четыри), злиття [i] («і») та [ɨ] («ы») в новий звук [ɪ] («и»), перехід «ятя» в [i], перехід у закритих складах [o] > [i], а [e] через «новий ять» в [i], пом'якшення [s], [z] у суфіксах (волинський, запорозький, луцький, руський), ствердіння шиплячих (знаєш, муж, ніч < д.-рус. знаѥши, мужь/мѫжь, ночь), ствердіння губних приголосних (у багатьох говорах і сонорного [r]), асиміляція [o] перед складом з наголошеним [ɑ] у [ɐ] (гарячий, кажан, хазяїн < д.-рус. горѧчии, кожанъ, ходзя). У той же період праслов'янський музичний наголос поступово змінюється силовим.

### Дослідження
Історичне дослідження української фонології започаткував Олександр Потебня у працях «Про звукові особливості руських наріч. Малоруське наріччя» (рос. «О звуковых особенностях русских наречии. Малорусское наречие») у 1865 р. та «Замітки про малоруське наріччя» (рос. «Заметки о малорусском наречии») у 1870 p.
До цього українські та іноземні вчені цікавилися головним чином окремими аспектами фонології: у межах створення правопису сучасної літературної мови, зіставленням української та інших слов'янських мов тощо:
- І. Могильницький «Граматика славеноруської мови» (староцерк.-слов. «Грамматыка ѧзыка славеноруского») 1815—1823 рр.
- І. Вагилевич «Граматика малоруської мови в Галичині» (пол. «Grammatyka języka małoruskiego w Galicii») 1845 р.
- Я. Головацький «Дослідження південноруської мови та її нарічь» (рос. «Розправа о ѧзыцѣ южнорускомъ и его нарѣчиѧхъ») 1849 р.
- М. Максимович
  - «Думка про малоросійську мову і її правопис» (рос. «Мнение о малороссийском языке и правописании оного») 1830 р.
  - «Критико-історичне дослідження про російську мову» (рос. «Критико-историческое исследование о русском языке») 1838 р.
  - «Філологічні листи до М. П. Погодіна» (рос. «Филологические письма к М.П. Погодину») 1856 р.
  - «Листи-відповіді до М. П. Погодіна» (рос. «Ответные письма к М. П. Погодину») 1857 р.
  - «Нові листи до М. П. Погодіна про стародавність малоросійського наріччя» (рос. «Новые письма к М.П. Погодину о старобытности малороссийского наречия») 1863 р.
- Ф. Міклошич «Порівняльна граматика слов'янських мов» (нім. «Vergleichende Grammatik der slavischen Sprachen») 1852 р.
- П. Лавровський
  - «Огляд значних особливостей малоруського наріччя в порівнянні з великоруським та іншими слов'янськими наріччями» (рос. «Обзор замечательных особенностей наречия малорусского сравнительно c великорусским и другими славянскими наречиями») 1859 р.
  - «Відповідь на листи п. Максимовича до п. Погодіна щодо малоруського наріччя» (рос. «Ответ на письма г. Максимовича к г. Погодину о наречии малорусском») 1861 р.

Дослідженнями української фонології також займалися такі вчені-мовознавці:
- П. Житецький «Нарис звукової історії малоруського наріччя» (рос. «Очерк звуковой истории малорусского наречия») 1876 р.
- О. Огоновський «Дослідження руської мови» (нім. «Studien auf dem Gebiete der ruthenischen Sprache») 1880 р. «Про найважливіші властивості руської мови» (пол. «О ważniejszych właściwościach języka ruskiego») 1884 р.
- В. Науменко «Огляд фонетичних особливостей малоруського мовлення» (рос. «Обзор фонетических особенностей малорусской речи») 1889 р.
- К. Михальчук «Наріччя, піднаріччя та говори Південної Росії у зв'язку з наріччями Галичини» (рос. «Наречия, поднаречия и говоры Южной России в связи c наречиями Галичины») 1872 р., «До південноруської діалектології» (рос. «К южнорусской диалектологии») 1893 р.
- О. Шахматов
  - «Дослідження в області російської фонетики» (рос. «Исследования в области русской фонетики») 1893 р.
  - «До історії звуків російської мови» (рос. «К истории звуков русского языка») 1896 р., 1901—1903 рр.
  - «Курс історії російської мови» (рос. «Курс истории русского языка») 1909 р.
  - «До питання про початок української мови» 1914 р.,
  - «Короткий нарис історії малоруської (української) мови» (рос. «Краткий очерк истории малорусского (украинского) языка») 1916 р.
  - «Нарис найдавнішого періоду історії російської мови» (рос. «Очерк древнейшего периода истории русского языка») 1915 р.
- В. Ягич «Критичні зауваження щодо історії російської мови» (рос. «Критические заметки по истории русского языка») 1889 р.
- С. Смаль-Стоцький «Граматика руської (української) мови» (нім. «Grammatik der ruthenischen (ukrainischen) Sprache») 1913 р.
- К. Німчинов «Український язик у минулому й тепер» 1925 р.
- Є. Тимченко «Курс історії українського язика» 1927 р.
- П. Бузук «Нарис історії української мови» 1927 р.
- Л. Булаховський «Питання походження української мови» 1956 р.
- М. Наконечний «До вивчення процесу становлення й розвитку фонетичної системи української мови»
- Н. Дурново
  - «Нарис історії російської мови» (рос. «Очерк истории русского языка») 1924 р.
  - «Вступ до історії російської мови І: Джерела» (рос. «Введение в историю русского языка І: Источники») 1927 р.
- Лєр-Сплавінський
  - «Родинні стосунки руських мов» (пол. «Stosunki pokrewieństwa języków ruskich») 1921 р.
  - «Відібрані дослідження та ескізи зі слов'янського мовознавства» (пол. «Studia i szkice wybrane z językoznawstwa słowiańskiego») 1957 р.

Ю. Шевельов у 1979 р. написав «Історичну фонологію української мови» у якій він показав розвиток фонологічної системи української мови від праслов'янської на широкому історичному, діалектичному, міжмовному та текстуальному ґрунті, встановив глибинні системно-причинові зв'язки між окремими фонетичними змінами, дав панорамну картину розвитку української мови в її історичному розрізі, обґрунтував появу перших рис української мови близько VII ст., завершення формування мови приблизно в XVI ст.

### Фонологічна періодизація розвитку
Ю. Шевельов, окрім своєї основної періодизації «за джерелами», запропонував також періодизацію розвитку української мови, що ґрунтується на внутрішніх (фонологічних) факторах, а не на зовнішніх (наявність джерел), хоча й наголошував, що це лише спроба такої періодизації.
Перший етап — формування української мови (VII ст. — прибл. 1125/1150 рр.), закінчується з остаточним припинення дії пізньопраслов'янських тенденцій у фонологічній еволюції української мови.
Найголовніші процеси:
- перехід від мови, де переважали відкриті склади з висхідною звучністю в кожному складі, невеликий набір припустимих скупчень приголосних, 20 голосних (з протиставленням за часокількістю — довгі / короткі, а для довгих — з висхідним та східним тоном) до мови з повноголоссям, зменшенням кількості голосних до 9, збільшенням кількості приголосних (через палаталізацію), спрощенням [tl], [dl] → [l], втратою [j-] перед [-o], [-u] на початку слова, пом'якшенням приголосних перед [ě] ([іе] тобто ѣ), переходом [ę] → [ia] тощо.
- останньою зміною такого характеру був перехід [ɪ] → [i] після [g], [k], [x] під час поступового пом'якшення сусідніх складів ([konʲьskɪj] → [konʲьsʲkɪj] → [konʲьsʲkʲij]). Ця зміна відбулася у київсько-поліських діалектах у першій чверті XII ст., приблизною часовою межею цього періоду може вважатися 1125 р.
- У перший період розвитку української мови з'явилися також нові тенденції у розвитку її фонології (зміни у праслов'янській мові не «доводилися до кінця» в українській, яка почала формуватися): пом'якшення приголосних у протоукраїнських діалектах було не таке сильне і не таке послідовне, як в інших слов'янських мовах ([x] пом'якшувався «лише» до [sʲ], а не до [ʃʲ] як у польській мові), у київсько-поліських діалектах [k], [g] не переходили в [t͡s], [d͡z] перед [v], за яким ішов [ě] (зараз квіт), як це мало місце у російській та болгарській мовах (цвет, цвят), звук [s] перед [lʲ] і [nʲ] не перетворювався на [ʃʲ], як у староцерковнослов'янській мові, звук [k] після [s] був збережений у позиції перед [ě], пом'якшення приголосних перед [ę] → [ia] відповідало правилу внутрішньоскладової гармонії, але з переходом [ia] → [а] попередній голосний залишався пом'якшеним вже всупереч цьому правилу.
- Існувати також такі зміни, які суперечили процесам, що відбувалися у праслов'янській мові: зникнення опозиції голосних за тоном та часокількістю (довгі/короткі) — це призвело, серед іншого, до зникнення носових голосних [ę], [ǫ] та до занепаду єрів [ъ], [ь] у 1050–1150 р.р.; у зв'язку з занепадом єрів з'явилися нові скупчення приголосних та набули поширення нові чергування голосних ([о] : Ø, [е] : Ø, [ɪ] : Ø, [і] : Ø, [o•]: [о] та [е•]: [e]); посилення двоскладової гармонії голосних у формі повноголосся, «розщепленні» [ea] на [o] та [e]; руйнування правила побудови праслов'янського складу; заміна складних голосних простими ([еа] → [е], [о]; [оǎ] → [о]; [оā] → [а]) або дифтонгами ([еā] → [іе] в київсько-поліських діалектах); ствердіння [lʲ] і [nʲ] перед голосними переднього ряду, а в київсько-поліських діалектах загальне ствердіння [rʲ].

Другий етап — період пристосування фонетики української мови до змін першого етапу (від сер. XII ст. до поч. XV ст. у північноукраїнських діалектах та до кін. XV ст. у південноукраїнських діалектах)виправлення «хаотичної» ситуації на синтагматичному рівні мови, упорядкування та обмеження розмаїття звукосполук та типів складів.
- Модифікації скупчень приголосних з початку XIV ст.:
  - поява подовжених м'яких приголосних замість звукосполучення приголосний + [j] (потвєржиннє «підтвердження») у XV ст.,
  - поява вставних голосних у складах «з двома верхів'ями звучності» (ѧблъко → ѧблыко),
  - випадіння окремих приголосних зі сполучень приголосних (земльніими → земьныи, зѣмныхъ),
  - поява протетичних приголосних, зникнення таким чином складів з одного голосного звука (Анна → Ганъна, овес → вівса).
- Інші фонетичні зміни приголосних:
  - Ствердіння губних наприкінці складу (cьrkъvь → cerkov’ → церква).
  - Перехід [ja] → [je] у деяких діалектах (десятий → десет).
  - Ствердіння середньопіднебіних приголосних (щыт → зараз «щит»).
  - Перехід [l] → [w] після [o] (вълкъ → волкъ → вовк)
- Фонологічні зміни часто відбувалися на межі морфем:
  - приголосні в кінці складу ставали дзвінкими (дав.-рус. безпечьнъ > ранньосередньоукраїнське безпечный),
  - подвоєння приголосних стало показником межі морфем (беззýбий, грýддя),
  - вставні голосні [е] та [о] поширилися в тих позиціях, де мало місце чергування [е] та [о], що утворилися на місці єрів (ogn'ь → огонь).
- Скорочення кількості голосних, спрощення системи вокалізму до 6 голосних (і — у — е — а — о — и):
  - злиття звуків [ɨ] та [і] у звук [ɪ],
  - перехід [ė] (що утворився з [ě]) → [i]: вѣтѧзєва → витязю (початок інновації з Буковини, Покуття, Закарпаття),
  - перехід [о•] → [u2] (покои → покоуи «мир, спокій»), а в XVI ст. перехід [ʲu•] → [i]. Таким чином, спільний наслідок перелічених процесів був той, що голосні, які не входили до числа шести ядерних (і — у — е — а — о — и), зводилися до цих останніх, чим досягалося подальше спрощення системи вокалізму в цілому.

Звукозміни відбувалися незалежно від наголосу.
Третій етап — період усталення тенденцій в українській мові (на півночі України з перших десятиріч XV ст., на півдні України з кін. XV ст — кін. XVIII ст.)
- Остаточне оформлення у більшості діалектів простої системи чергувань фонем ([о], [е] : Ø та [і]: [о], [е] — вітер: вітру, бій: бої).
- Консонантизм:
  - Ствердіння губних і середньопіднебінних приголосних,
  - М'які зубні — у західних говірках розвиток фонетичного пом'якшення призвів до таких змін звуків (ці зміни не увійшли до літературної норми):
    - [sʲ] → [ʃʲ]: [visʲ] → [viʃʲ],
    - [tʲ], [dʲ] → [kʲ], [gʲ]: [dʲid] → [gʲid],
    - [sʲtʲ] → [sʲt͡sʲ] або [ʃʲt͡ʃʲ]: [stʲi'na] → [sʲt͡sʲi'na] або [ʃʲt͡ʃʲi'na].

  - Ствердіння [t͡sʲ]
- Вокалізм:
  - Перехід звуків [u2] та [ʲu•], які історично виникли з [o] та [e], в огублений голосний переднього ряду високого піднесення [y] (або [ü]) та потім в [i] ([kut] → [küt] → [kit], [u'tʲu•] → [u'tʲük] → [u'tik]).
  - Різко скоротилося число звукозмін суто асиміляційної природи (до числа таких належить перехід [ɪj] → [ij]).
- Нові фонеми (через контакти України з Балканами та Західною Європою) [g], [d͡z], [xw], частіше вживання [d͡ʒ].
- Монофтонгізація північноукраїнських дифтонгів.
- Перехід [о] в [а] перед складом з наголошеним звуком [а].
- Перехід [о] в [u] в переднаголошеному (в деяких говірках в ненаголошеному) складі.
- Злиття ненаголошених [е] та [ɪ].
- Дієвим чинником став наголос — у деяких говірках ствердіння середньопіднебіних відбувалося лише в ненаголошеному складі.

Четвертий період — припинення активних змін у фонології української мови (від кін. XVIII — поч. XIX ст.)
- Нові звукозміни не фіксуються.
- Втрата продуктивності чергування [е], [о] з [i] (нові слова не мають такого чергування).
- Закріплення одного з альтернантів у чергуваннях [u] / [w] та [і] / [j] за певними лексемами.
- Втрата опозиції за твердістю / м'якістю перед [і] та опозиції [ɪ] / [і] на початку слова.
- Скорочення вживання дзвінкого м'якопіднебінного проривного [g], заміна його дзвінким гортанним фрикативним [ɦ], що є характерним для багатьох мовців.
- Потужний вплив російської мови: поступово зникають ті риси української мови, які є непритаманні російській мові (наприклад, поширення [v] на місці [w] у позиції перед голосним).